# Xysticus hotingchiehi
Xysticus hotingchiehi là một loài nhện trong họ Thomisidae.
Loài này thuộc chi Xysticus. Xysticus hotingchiehi được Ehrenfried Schenkel-Haas miêu tả năm 1963.